# NHK日本語講座 新にほんごでくらそう
NHK日本語講座 新にほんごでくらそう（えぬえいちけい にほんごこうざ しんにほんごでくらそう）は、NHK教育テレビで2004年4月10日から2006年9月29日まで放送されていたテレビ番組。

## 概要
日本で暮らす外国人を対象にした日本語講座番組。
講座部分は日本語で展開し、キーフレーズは英語、中国語、ポルトガル語、ハングルの字幕スーパーで解説する。

## 放送時間
- 2004年4月 - 2005年3月：金曜日24:30 - 24:50／土曜日06:40 - 07:00
- 2005年4月 - 2006年9月：金曜日23:10 - 23:30／木曜日12:10 - 12:30

## 出演者
- 原稿執筆・講師 - 清ルミ（常葉学園大学教授）
- 生徒役 - Lawrence Lein、金美廷、Renato Brandao

## 放送リスト
1. 2004年4月10日 教えてもらう
2. 2004年4月17日 ほめる
3. 2004年4月24日 あいさつする
4. 2004年5月01日 怒る
5. 2004年5月08日 感謝する
6. 2004年5月15日 関心を示す
7. 2004年5月22日 贈り物をする
8. 2004年5月29日 つらい思いを伝える
9. 2004年6月05日 申し出る
10. 2004年6月12日 希望を述べる
11. 2004年6月19日 いたわる
12. 2004年6月26日 不満を伝える
13. 2004年7月03日 相手にすすめる
14. 2004年7月10日 好意を受ける
15. 2004年7月17日 不都合を伝える
16. 2004年7月24日 恐縮する
17. 2004年7月31日 聞いてもらった礼を言う
18. 2004年8月07日 依頼する
19. 2004年8月14日 提案する
20. 2004年8月21日 反論する
21. 2004年8月28日 後悔する
22. 2004年9月04日 喜びを表す
23. 2004年9月11日 聞いたことを伝える
24. 2004年9月18日 確認する
25. 2004年9月25日 深く感謝する

## スタッフ
- 監修：水谷修（名古屋外国語大学学長）